# Joe Zappala
Joe Zappala (né le 7 mai 1983 à Medford, Massachusetts aux États-Unis) est un joueur américain de hockey sur glace.

## Carrière de joueur
Zappala passe ses quatre années universitaire avec les Bulldogs (NCAA) de la prestigieuse Université Yale. À la fin de la saison 2005-2006, il se joignit aux Titans de Trenton de l'ECHL pour y terminer la saison. En 2006-2007, il joua pour les Royals de Reading, un club affilié aux Kings de Los Angeles. En 2008-2009, il joua très peu, s'alignant que 9 parties avec les Checkers de Charlotte.

## Statistiques
| Saison      | Équipe                        | Ligue       |     | Saison régulière | Saison régulière | Saison régulière | Saison régulière | Saison régulière |   | Séries éliminatoires | Séries éliminatoires | Séries éliminatoires | Séries éliminatoires | Séries éliminatoires |
| Saison      | Équipe                        | Ligue       | PJ  | B                | A                | Pts              | Pun              | PJ               | B | A                    | Pts                  | Pun                  |                      |                      |
| 2002-2003   | Bulldogs de l'Université Yale | NCAA        | 30  | 9                | 6                | 15               | 8                | -                | - | -                    | -                    | -                    |                      |                      |
| 2003-2004   | Bulldogs de l'Université Yale | NCAA        | 31  | 18               | 12               | 30               | 46               | -                | - | -                    | -                    | -                    |                      |                      |
| 2004-2005   | Bulldogs de l'Université Yale | NCAA        | 32  | 5                | 11               | 16               | 26               | -                | - | -                    | -                    | -                    |                      |                      |
| 2005-2006   | Bulldogs de l'Université Yale | NCAA        | 31  | 7                | 15               | 22               | 72               | -                | - | -                    | -                    | -                    |                      |                      |
| 2005-2006   | Titans de Trenton             | ECHL        | 7   | 0                | 2                | 2                | 11               | -                | - | -                    | -                    | -                    |                      |                      |
| 2006-2007   | Royals de Reading             | ECHL        | 66  | 23               | 30               | 53               | 120              | -                | - | -                    | -                    | -                    |                      |                      |
| 2007-2008   | Royals de Reading             | ECHL        | 49  | 18               | 17               | 35               | 80               | 11               | 2 | 2                    | 4                    | 23                   |                      |                      |
| 2008-2009   | Checkers de Charlotte         | ECHL        | 9   | 2                | 0                | 2                | 14               | -                | - | -                    | -                    | -                    |                      |                      |
| 2009-2010   | Mudbugs de Bossier-Shreveport | LCH         | 16  | 5                | 7                | 12               | 27               | -                | - | -                    | -                    | -                    |                      |                      |
| 2009-2010   | Asiago                        | Série A     | 6   | 2                | 2                | 4                | 26               | 14               | 6 | 10                   | 16                   | 26                   |                      |                      |
| Totaux ECHL | Totaux ECHL                   | Totaux ECHL | 131 | 43               | 49               | 92               | 225              | -                | - | -                    | -                    | -                    |                      |                      |